# AIDS Patient Care and STDs
AIDS Patient Care and STDs, abgekürzt AIDS Patient Care STDS, ist eine wissenschaftliche Fachzeitschrift, die vom Mary Ann Liebert-Verlag veröffentlicht wird. Die Zeitschrift wurde 1987 unter dem Namen AIDS Patient Care gegründet und erweiterte den Namen 1996 auf AIDS Patient Care and STDs, sie erscheint derzeit mit zwölf Ausgaben im Jahr. Es werden Arbeiten veröffentlicht, die sich mit HIV/AIDS und anderen sexuell übertragbaren Infektionen beschäftigen.
Der Impact Factor lag im Jahr 2014 bei 3,863. Nach der Statistik des ISI Web of Knowledge wird das Journal mit diesem Impact Factor in der Kategorie Infektionskrankheiten an 24. Stelle von 78 Zeitschriften geführt.